# Meteorus hirsutipes
Meteorus hirsutipes är en stekelart som beskrevs av Trevor Huddleston 1980. Meteorus hirsutipes ingår i släktet Meteorus och familjen bracksteklar. Arten är reproducerande i Sverige. Inga underarter finns listade i Catalogue of Life.